# Laurence Hamelin
Laurence Hamelin est une comédienne québécoise, née en 1989.

## Biographie
Dès l’âge de 4 ans, Laurence Hamelin démontre un intérêt pour le milieu artistique, ce qui l’amène à participer à de nombreux défilés de mode et séances photos. C’est toutefois à l’âge de 8 ans qu’elle obtient son premier rôle dans la télésérie Le Polock. 
Elle touche ensuite à la publicité et au documentaire, participe à des projets comme 5XNON et Ayoye! puis décroche le rôle de Julie Boivin, fille de Lucien « Lulu » Boivin, dans les nouveaux épisodes de Lance et compte, un rôle qu’elle campe depuis bientôt dix ans. L’année suivante, alors âgée de 15 ans, elle tombe dans la mire de Fabienne Larouche qui lui confie le rôle de la jeune Amélie Neveu dans la quotidienne Virginie, un personnage complexe lui ayant permis d’évoluer au cours de quatre saisons consécutives. Elle a également tenu le rôle d’Anaïs, jeune étudiante sportive, dans la toute dernière saison de Ramdam.
En septembre 2010, Laurence entame le tournage de son tout premier long-métrage, une production américaine intitulée The Moth Diaries, adapté du roman du même nom et réalisé par Mary Harron, où elle campe le rôle de Sofia, l’un des personnages principaux du film.
En 2011 et en 2012, elle est présidente d’honneur d’Avant que ça déraille !, une action citoyenne à vélo portée par ENvironnement JEUnesse, sensibilisant les Québécois à la pratique du vélo quatre-saisons et à l’adoption de saines habitudes en matière de transport.
N’ayant cessé de concilier l’école et le travail depuis le tout début de sa carrière, la jeune comédienne autodidacte est maintenant diplômée en communication et en linguistique.

## Filmographie
- 2011 : The Moth Diaries : Sofia
- 2011 : Lance et compte : La déchirure : Julie Boivin
- 2008 : Ramdam (série télévisée) : Anaïs
- 2004-2008 : Virginie (série TV) : Amélie Neveu
- 2008 : Lance et compte : Le Grand Duel : Julie Boivin
- 2006 : Lance et compte : La Revanche : Julie Boivin
- 2003 : Lance et compte : La Reconquête : Julie Boivin
- 2002 : Ayoye!
- 1998 : Ecce Homo, l'exploration : Mundo
- 1997 : Le Pollock
- 1996 : Gala de la Griffe d'Or